# Лолан

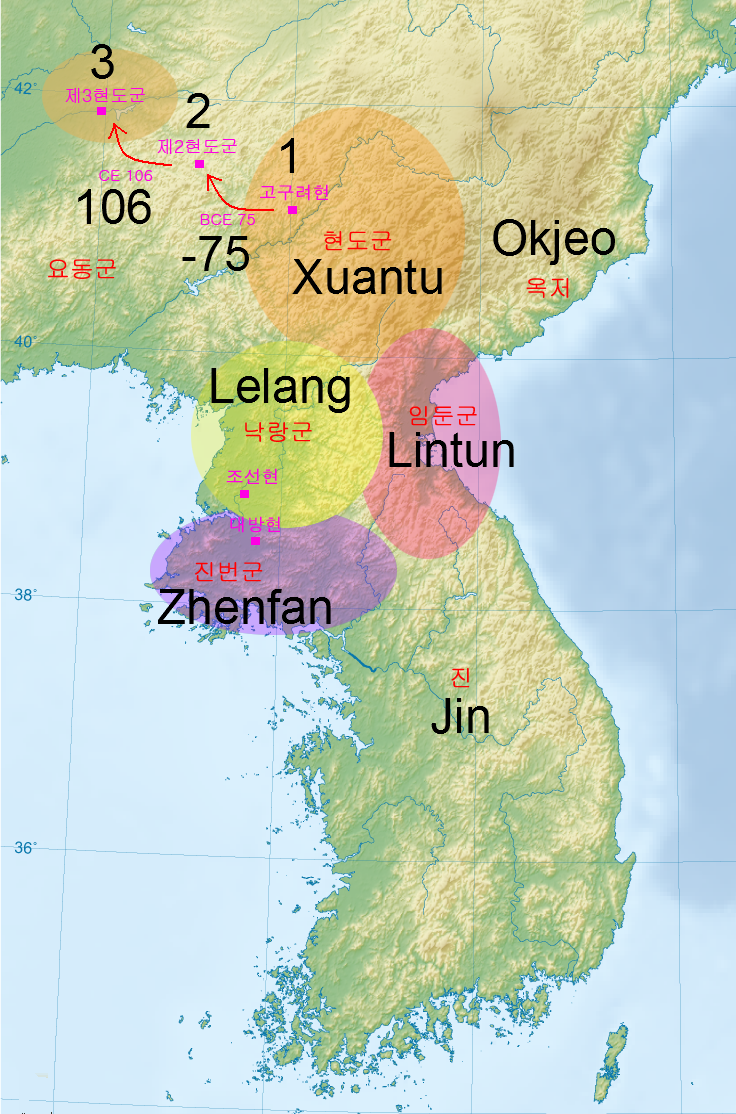
Лолан (Lelang, жёлтый) на карте среди 4 ханьских округов.

Лолан (Наннан, Лэлан, Лаолан) — один из четырёх ханьских округов, созданных китайской империей Хань на территории уничтоженного древнекорейского государства Кочосон. В отечественной корееведческой литературе китайское прочтение название округа Наннан нередко передают как «Лолан», что не совсем точно отражает современное китайское произношение.

## Торговля
Торговля ранних государств описана Саньгочжи («Анналах трёх царств»). Согласно этому документу существовал канал поставки железа, полученного в районе реки Нактонган, в Лолан и Вэй. Контакты с культурами бассейна реки Нактонган подтверждаются археологическими находками из Китая, Вэя и Маньчжурии.

## История возникновения
В 194 г. до н. э. вместе с другими выходцами из китайских княжеств Вэй Мань захватил власть, после чего он, его сыновья и внуки правили в Древнем Чосоне до тех пор, пока император уже объединенного Китая новой династии Хань не отправил в 109 г. до н. э. в Древний Чосон войска. В результате в 108 г. до н. э. Древний Чосон пал, а на его месте были образованы четыре китайских округа: Чжэньфань (корейское прочтение — Чинбон), Линьтунь (Имдун), Сюаньту (Хёнтхо) и Лэлан (Лаолан, Лэлан, Наннан). Образованный после покорения Древнего Чосона округ Наннан, и в особенности входивший в этот округ уезд Чосон, бесспорно, соотносятся с бассейном реки Тэдонган.

## Судьба четырех китайских округов на территории Древнего Чосона
Уже в 82 г. до н. э. были упразднены округа Чинбон и Имдун. Случилось это из-за непокорности местных народов китайскому владычеству. Китаю частично пришлось отказаться от контроля над этими территориями, некоторые из них вошли в состав оставшихся двух округов — Наннан и Хёнтхо. Таким образом, после 82 г. до н. э. у Китая осталось всего два округа на месте бывшего Чосона, но их территориальные границы были непостоянны. Так, в 75 г. до н. э. часть населения местной народности из-за постоянных военных столкновений с Китаем ушла в Маньчжурию, а территория их проживания — часть бывшего округа Имдун — была присоединена к Наннану.
В 30 г. до н. э. в округе Наннан выходец из местного населения, очевидно представитель высшего сословия, Ван Чжо убил китайского наместника и попытался избавиться от китайского контроля. Ему удалось удерживать власть в течение семи лет, после чего восстание было подавлено.
В 204 г. н. э. в связи с необходимостью сдерживания военной активности населения юга Корейского полуострова на территории бывшего округа Чинбон уже независимым от центра китайским правителем Ляодуна был образован новый округ — Тэбан. В 313 г. все три округа — Наннан, Тэбан и Хёнтхо — были покорены новым корейским государством Когурё.
Итак, на протяжении более чем 400-летней истории китайских округов управляли ими исключительно китайцы. Жили в округах как китайцы, так и чосонцы и их потомки. Китайское население округов принадлежало не только к высшему сословию, встречались китайцы-торговцы и даже простолюдины, занимавшиеся, к примеру, заготовлением древесины. Об участии китайского населения в сельскохозяйственных работах сведений не сохранилось. Также трудно сказать что-либо определенное о социально-экономическом устройстве китайских округов.
Китайская культура оказана огромное влияние на указанные территории. Из округов она передавалась южнее и сыграла большую роль в формировании древних корейских государств Когурё, Пэкче и Силла.
Наннан, Хёнтхо, Тэбан (а ранее — Чинбон и Имдун) были более развитыми государственными образованиями, чем Древний Чосон. В уголовном кодексе округов насчитывается до 60 статей. Однако, по мнению южнокорейских ученых, сформировавшаяся в этом регионе так называемая «культура Наннана» была сугубо китайской и не имела отношения к Чосону. Вопрос об этнокультурной принадлежности Древнего Чосона и его связи с историей древних корейских государств по-прежнему остается открытым.

## Когурё
Когурё было особым государством среди Трёх государств, поскольку в его состав вошли территория, а вместе с ней была воспринята и культура китайского округа Наннан (313 г.), а затем протогосударства Пуё (494 г.). Округ Наннан с китайским населением и высокоразвитой культурой сыграл огромную роль в становлении культуры Когурё. До начала IV в. не только в культурном, но и территориальном плане Когурё было небольшим протогосударственным образованием в среднем течении реки Амноккан. С севера оно было ограничено протогосударством Пуё, а с юга — китайским округом Наннан